# Amurstare
Amurstare (Agropsar sturninus) är en östasiatisk tätting i familjen starar.

## Utseende
Amurstaren är en ganska liten fågel som mäter 16-19 centimeter. Den adulta hanen är grå till gråvit på huvud, bröst och buk. I häckningsdräkt har den ljust rödbrun undergump, svart hätta på huvudet och svart metallglänsande mantel. Ovansidan vingen och stjärten är färgade i svart, sandfärgat och rostbrunt med metallisk glans likt europeisk stare. Den adulta honan är mer kontrastlöst färgad i grått, brunt och sandfärgat.

## Utbredning och ekologi
Amurstaren häckar från sydöstra Sibirien, till Ussuriland, norra Mongoliet, centrala Korea och södra Ryssland och övervintrar i södra Kina och Sydostasien. Den häckar vanligtvis i skogsdungar, skogsbygd eller i utkanten av större skogar men även i jordbruksbygd eller i närheten av byar.
Arten är en mycket sällsynt gäst i Europa, med endast två fynd, ett i Norge 9 september 1985 och ett 11 oktober 2005 i Nederländerna. Fler fynd har gjorts i bland annat Storbritannien, men dessa har bedömts röra sig om individer som sannolikt rymt ur fångenskap.

## Systematik
Arten placerades tidigare i släktet Sturnus tillsammans med bland annat europeisk stare men flera genetiska studier visar att släktet är starkt parafyletiskt, där de flesta arterna är närmare släkt med majnorna i Acridotheres än med den europeiska staren (Sturnus vulgaris). Arten delas inte upp i några underarter.

## Status och hot
Arten har ett stort utbredningsområde, men både populationsstorlek och populationsutveckling är okända. Internationella naturvårdsunionen IUCN anser dock att det inte föreligger några hot mot arten, varför de placerar den i kategorin livskraftig.